# 亨特岛 (新喀里多尼亚)
亨特岛（法語：Île Hunter）是太平洋西南部一座无人居住的火山岛，属于法国海外领地新喀里多尼亚的一部分，但与瓦努阿图存在归属争议。亨特岛位于新喀里多尼亚岛以东约560公里，亨特岛海岭上。亨特岛火山有间歇性活动，20世纪50年代火山最高点为海拔约300米。
第一位发现该岛的西方人是英国探险家约翰·费恩（John Fearn，1798年），他以其驾驶的“猎人号”（Hunter）来命名该岛。